# コトパクシ山
コトパクシ山（コトパクシさん、Cotopaxi）はエクアドル中央部、アンデス山脈中にある活火山。山頂の標高は5,897m。

## 概要

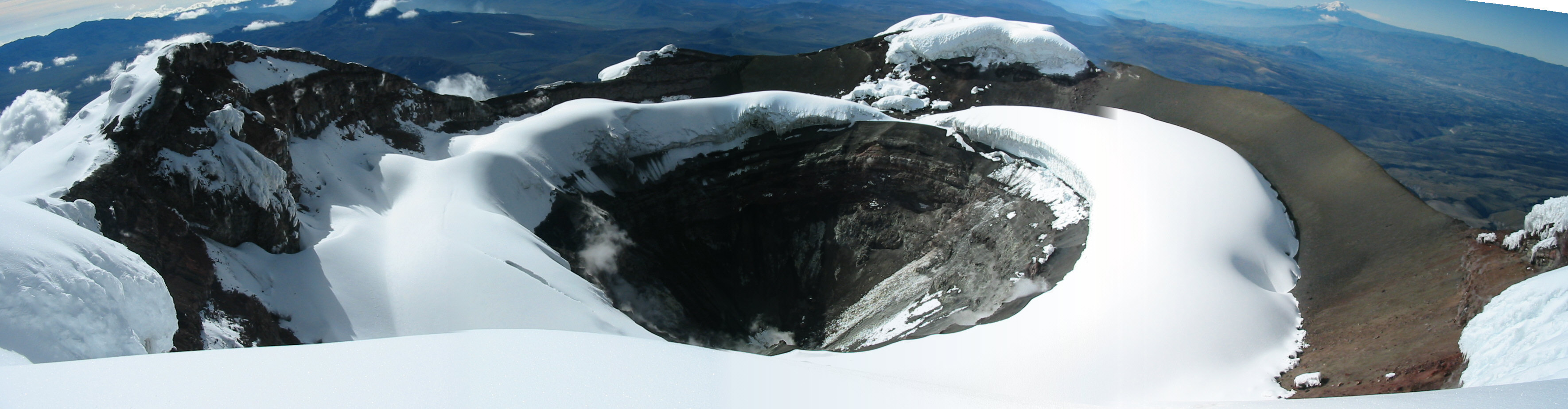
コトパクシ山のクレーター

コトパクシとは、ケチュア語で｢光る巨大な物｣を意味する。別名コトパヒ山。富士山に似ていることから、「エクアドルの富士山」と日本人が呼ぶことがある。エクアドル国内ではチンボラソに次いで二番目の高さである。首都キトの南方55kmの高原上にある比高3000mの成層火山で、常時噴煙が見られる。火口は東西500m以上、南北700mと推定されている。雪を頂き、標高5000m以上の部分は氷河となっている。初登頂は1872年。
「世界一高い活火山」などと表記されることがあるが、現在の活火山の定義（概ね過去1万年以内に噴火した火山）のもとでは、オホス・デル・サラード山（6,893m、直近の噴火:400年～1000年ごろ）又はユヤイヤコ山（6,739m、直近の噴火:1877年）とされるため、正しくない。

## 主な噴火記録
- 1532～33年 - 噴火したという記録が残されている。
- 1698年 - 大噴火。南西の町ラタクンガ（英語版）に大きな被害が出た。
- 1744年 - 大噴火。800km以上離れたコロンビアのオンダまで爆音が聞こえたという。
- 1877年 - 噴火[2]。
- 1903年 - 大噴火。
- 2015年8月14日 - 噴火。上空8000mに達する火山灰を噴き上げ、周辺地域の警戒レベルを中程度に引き上げた[2]。翌15日にはエクアドルの大統領・ラファエル・コレアが非常事態宣言を出し、周辺住民が避難した[3]。